# Punt returner

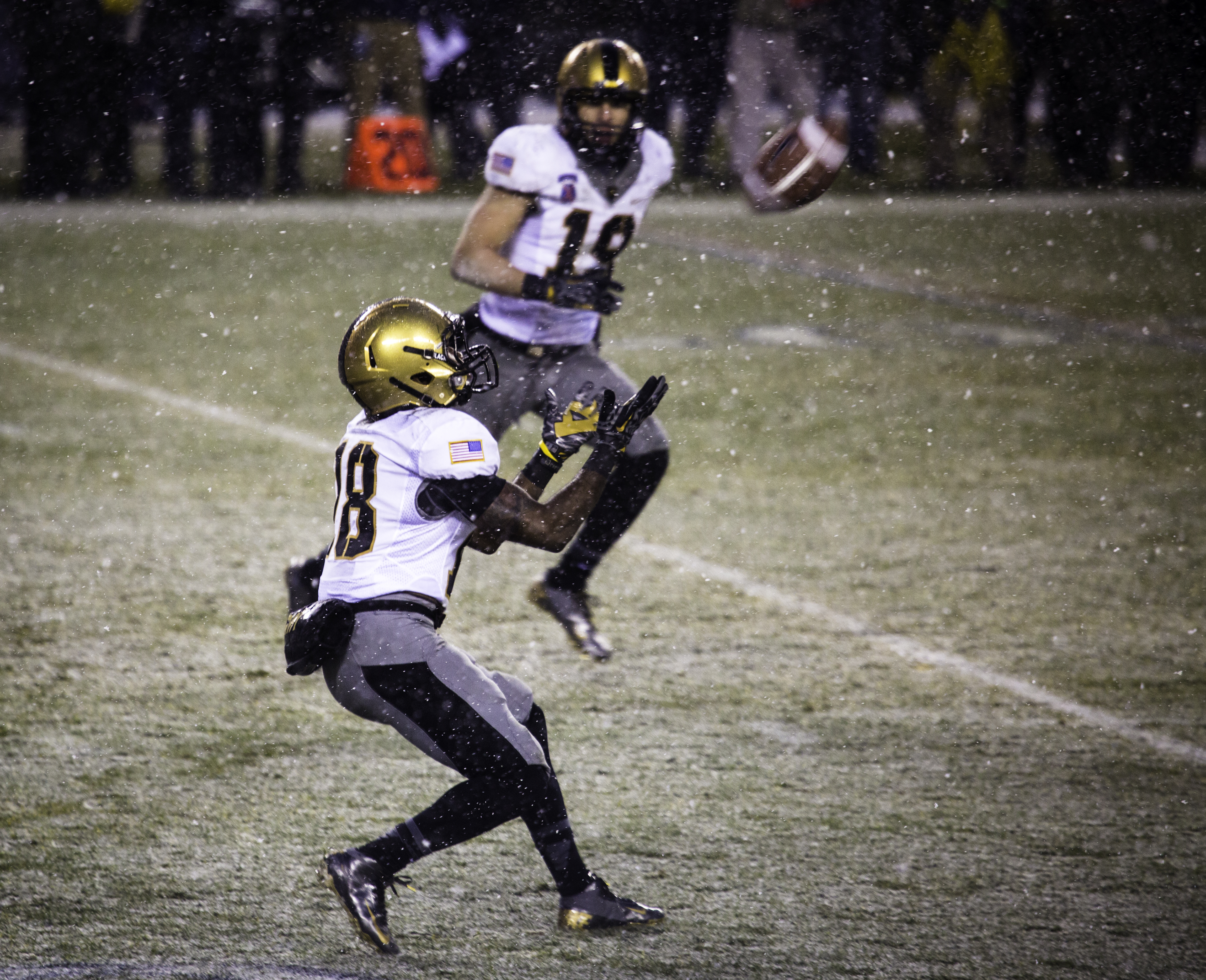
Een punt returner bij het vangen van de bal

Een punt returner is een speler in het American en Canadian football. Een punt returner behoort tot het speciale team dat ingezet wordt tijdens specifieke spelmomenten.
Zijn taak is het vangen van de bal nadat een punter van de tegenstander deze weggetrapt heeft. Vervolgens dient hij met de bal zo veel mogelijk terreinwinst te maken door met de bal richting de end zone van de tegenstander te rennen. De medespelers van de punt returner proberen voor hem de weg vrij te maken door opkomende tegenstanders te blokkeren.
Aanval: Quarterback · Wide receiver · Tight end · Center · Guard · Offensive tackle · Running back · Fullback · H-back

Verdediging: Defensive tackle · Defensive end · Nose tackle · Linebacker · Defensive back

Speciale teams: Placekicker · Punter · Long snapper · Holder · Punt returner · Kick returner · Gunner